# Mizda
Mizda (en arabe : مزدة) ou Mizdah est une ville de Libye située en Tripolitaine, dans les montagnes du djebel Nefoussa, qui comptait 23 409 habitants en 2012. Elle se trouve à 160 km au sud de Tripoli sur la route qui relie la Tripolitaine méridionale au désert du Fezzan.